# Édgar Lastre
Édgar Eyffer Lastre Mercado (Guayaquil, Ecuador, 13 de septiembre de 1999) es un futbolista ecuatoriano. Juega como centrocampista y su equipo actual es Unión Magdalena de la Categoría Primera A.

## Trayectoria
Realizó las categorías formativas en Emelec. Debutó en el primer equipo el 11 de noviembre de 2020, en un empate 0-0 ante Aucas por la cuarta fecha de la Serie A de Ecuador 2020.
Su primer gol profesional lo marcó el 25 de septiembre de 2022 contra Deportivo Cuenca por la segunda etapa de la Serie A 2022, anotando el tercero en la victoria de Emelec por 3-1.
El 28 de junio de 2023, anotó su primer gol a nivel internacional contra Danubio en la fase de grupos de la Copa Sudamericana.
En la temporada 2024, dejó Emelec para unirse a Comerciantes Unidos de la Liga1 de Perú.
En junio de 2024 en su regreso a Ecuador, fue cedido por seis meses a Técnico Universitario.
En 2025 fichó por Libertad F. C. en calidad de agente libre por una temporada.
Se convierte en el nuevo jugador del Unión Magdalena.

## Estadísticas

### Clubes
Actualizado al último partido disputado el 5 de mayo de 2025.
| Club                            | Div.          | Temporada     | Liga  | Liga  | Copas nacionales | Copas nacionales | Copas internacionales | Copas internacionales | Total | Total |
| Club                            | Div.          | Temporada     | Part. | Goles | Part.            | Goles            | Part.                 | Goles                 | Part. | Goles |
| ------------------------------- | ------------- | ------------- | ----- | ----- | ---------------- | ---------------- | --------------------- | --------------------- | ----- | ----- |
| Rocafuerte F. C. · Ecuador      | 3.ª           | 2018          | 12    | 2     | —                | —                | —                     | —                     | 12    | 2     |
| Rocafuerte F. C. · Ecuador      | 3.ª           | 2019          | 1     | 1     | —                | —                | —                     | —                     | 1     | 1     |
| Rocafuerte F. C. · Ecuador      | 3.ª           | 2020          | 7     | 0     | —                | —                | —                     | —                     | 7     | 0     |
| Rocafuerte F. C. · Ecuador      | Total club    | Total club    | 20    | 3     | 0                | 0                | 0                     | 0                     | 20    | 3     |
| Emelec · Ecuador                | 1.ª           | 2020          | 1     | 0     | —                | —                | 0                     | 0                     | 1     | 0     |
| Emelec · Ecuador                | 1.ª           | 2021          | 4     | 0     | 1                | 0                | 0                     | 0                     | 5     | 0     |
| Emelec · Ecuador                | 1.ª           | 2022          | 13    | 1     | 2                | 1                | 2                     | 0                     | 17    | 2     |
| Emelec · Ecuador                | 1.ª           | 2023          | 18    | 1     | —                | —                | 4                     | 1                     | 22    | 2     |
| Emelec · Ecuador                | Total club    | Total club    | 36    | 2     | 3                | 1                | 6                     | 1                     | 45    | 4     |
| Comerciantes Unidos · Perú      | 1.ª           | 2024          | 13    | 2     | —                | —                | —                     | —                     | 13    | 2     |
| Comerciantes Unidos · Perú      | Total club    | Total club    | 13    | 2     | 0                | 0                | 0                     | 0                     | 13    | 2     |
| Técnico Universitario · Ecuador | 1.ª           | 2024          | 10    | 0     | 3                | 0                | —                     | —                     | 13    | 0     |
| Técnico Universitario · Ecuador | Total club    | Total club    | 10    | 0     | 3                | 0                | 0                     | 0                     | 13    | 0     |
| Libertad F. C. · Ecuador        | 1.ª           | 2025          | 4     | 0     | 0                | 0                | —                     | —                     | 4     | 0     |
| Libertad F. C. · Ecuador        | Total club    | Total club    | 4     | 0     | 0                | 0                | 0                     | 0                     | 4     | 0     |
| Total carrera                   | Total carrera | Total carrera | 83    | 7     | 6                | 1                | 6                     | 1                     | 95    | 9     |
| 1. 2.                           |               |               |       |       |                  |                  |                       |                       |       |       |